# Adamič
Adamič je 409. najbolj pogost priimek v Sloveniji, ki ga je po podatkih Statističnega urada Republike Slovenije na dan 1. januarja 2020 uporabljalo 612 oseb, po pogostnosti je na 430. mestu.

## Znani nosilci priimka
- Anton Adamič (1880–1944), dirigent, glasbenik, pisatelj, pesnik, publicist
- Bojan Adamič (1912–1995), skladatelj, dirigent, aranžer, urednik
- Edvard Adamič (1934–), violončelist
- Emil Adamič (1877–1936), skladatelj, dirigent
- Ernest Adamič (1898–1977), filmski snemalec, režiser
- Fran Serafin Adamič (1830–1877), učitelj, glasbenik, skladatelj
- Franc Adamič (1922–2016), gradbenik
- France Adamič (1911–2004), agronom, sadjar, univerzitetni profesor, leksikograf, publicist
- Ivan Adamič (1893–1908), žrtev demonstracij v Ljubljani (skupaj z Rudolfom Lundrom)
- Jaka Adamič, fotograf
- Jelisava Adamič (1929–2014), agronomka, živilska mikrobiologinja
- Jože Adamič (1957–), misijonar na Madagaskarju
- Karlo Adamič (1887–1945), glasbenik, skladatelj
- Louis Adamič (1898–1951), pisatelj, amerikanolog, publicist
- Marjana Hönigsfeld Adamič, biologinja
- Milan (Maksimiljan) Adamič (1938–2019), pedagog, psiholog, didaktik
- Mario Adamič, zamejski športni delavec
- Miha Adamič (1942–2024), zoolog, ekolog, inženir gozdarstva
- Peter Adamič (1929–1990), akademski slikar
- Štefan Adamič (1926–2022), biomedicinski informatik, univ. prof.
- Tatjana Adamič, arhitekturna zgodovinarka, konservatorka
- Timotej Adamič, tenisač
- Vojko Adamič (1956–), častnik